# 소프트웨어 정의 스토리지
소프트웨어 정의 스토리지(Software-defined storage, SDS)는 기본 하드웨어와 관계없이 데이터 기억 장치의 정책 기반 프로비저닝 및 관리를 위한 컴퓨터 데이터 스토리지 소프트웨어의 마케팅 용어이다. 소프트웨어 정의 스토리지에는 일반적으로 스토리지 하드웨어를 관리하는 소프트웨어와 분리하기 위한 스토리지 가상화 형태가 포함된다. 소프트웨어 정의 스토리지 환경을 지원하는 소프트웨어는 데이터 중복 제거, 복제, 씬 프로비저닝, 스냅샷 및 백업과 같은 기능에 대한 정책 관리도 제공할 수 있다.
소프트웨어 정의 스토리지의 하드웨어에는 자체 추상화, 풀링 또는 자동화 소프트웨어가 있을 수도 있고 없을 수도 있다. 내부 디스크가 있는 상용 서버와 함께만 소프트웨어로 구현되는 경우 가상 또는 글로벌 파일 시스템과 같은 소프트웨어를 제안할 수 있다. 정교한 대규모 스토리지 어레이 위에 계층화된 소프트웨어인 경우 스토리지 가상화 또는 스토리지 리소스 관리와 같은 소프트웨어, 개별적이고 다른 문제를 해결하는 제품 범주를 제안한다. 정책 및 관리 기능에 보호 및 복구를 자동화하는 일종의 인공지능도 포함되어 있다면 이는 지능형 추상화로 간주될 수 있다. 소프트웨어 정의 스토리지는 기존 SAN(스토리지 에어리어 네트워크)을 통해 어플라이언스를 통해 구현되거나 NAS(네트워크 결합 스토리지)로 구현되거나 객체 기반 스토리지를 사용하여 구현될 수 있다. 2014년 3월 SNIA(스토리지 네트워킹 산업 협회, Storage Networking Industry Association)는 소프트웨어 정의 스토리지에 대한 보고서를 시작했다.

## 같이 보기
- 하이퍼바이저
- 소프트웨어 정의 네트워킹
- 소프트웨어 정의 데이터 센터